# 瓦伦丁·罗布
瓦伦丁·罗布（羅馬尼亞語：Valentin Robu，1967年1月17日—），罗马尼亚男子赛艇运动员。他曾代表罗马尼亚参加1988年、1992年、1996年和2000年夏季奥林匹克运动会赛艇比赛，获得二枚银牌。